# Ataenius californicus
Ataenius californicus är en skalbaggsart som beskrevs av Horn 1887. Ataenius californicus ingår i släktet Ataenius och familjen Aphodiidae. Inga underarter finns listade.